# Premier League 2004-05
La temporada 2004-05 de la Premier League  fue la décima tercera edición de la máxima categoría de fútbol en Inglaterra. En esta edición, el campeón Chelsea, implantó un nuevo récord de puntos con 95 que hasta la temporada 2017-18 estuvo vigente, mientras que el jugador francés Thierry Henry se proclamaba bicampeón de goleo con 25 tantos anotados.
Fue la primera temporada de la historia de la Premier League en la que ningún equipo había descendido hasta la última fecha, también fue la primera en la que el colista logra salvarse en la última fecha de la liga.

## Equipos participantes

### Ascensos y descensos
| Pos. | Descendidos de Premier League 2003-04 |
| ---- | ------------------------------------- |
| 18º  | Leicester City                        |
| 19º  | Leeds                                 |
| 20º  | Wolverhampton                         |

| Pos.  | Ascendidos de la Championship 2003-04 |
| ----- | ------------------------------------- |
| 1º    | Norwich City                          |
| 2º    | West Bromwich Albion                  |
| Prom. | Crystal Palace                        |

## Clasificación general
| Pos. | Equipo               | Pts. | PJ | G  | E  | P  | GF | GC | Dif. | Clasificación 2005-06                        |
| ---- | -------------------- | ---- | -- | -- | -- | -- | -- | -- | ---- | -------------------------------------------- |
| 1    | Chelsea (C)          | 95   | 38 | 29 | 8  | 1  | 72 | 15 | +57  | Fase de grupos de la Liga de Campeones       |
| 2    | Arsenal              | 83   | 38 | 25 | 8  | 5  | 87 | 35 | +52  | Fase de grupos de la Liga de Campeones       |
| 3    | Manchester United    | 77   | 38 | 22 | 11 | 5  | 58 | 26 | +32  | Tercera ronda previa de la Liga de Campeones |
| 4    | Everton              | 61   | 38 | 18 | 7  | 13 | 45 | 46 | −1   | Tercera ronda previa de la Liga de Campeones |
| 5    | Liverpool            | 58   | 38 | 17 | 7  | 14 | 52 | 41 | +11  | Primera ronda previa de la Liga de Campeones |
| 6    | Bolton Wanderers     | 58   | 38 | 16 | 10 | 12 | 49 | 44 | +5   | Primera ronda de la Copa de la UEFA          |
| 7    | Middlesbrough        | 55   | 38 | 14 | 13 | 11 | 53 | 46 | +7   | Primera ronda de la Copa de la UEFA          |
| 8    | Manchester City      | 52   | 38 | 13 | 13 | 12 | 47 | 39 | +8   |                                              |
| 9    | Tottenham Hotspur    | 52   | 38 | 14 | 10 | 14 | 47 | 41 | +6   |                                              |
| 10   | Aston Villa          | 47   | 38 | 12 | 11 | 15 | 45 | 52 | −7   |                                              |
| 11   | Charlton Athletic    | 46   | 38 | 12 | 10 | 16 | 42 | 58 | −16  |                                              |
| 12   | Birmingham City      | 45   | 38 | 11 | 12 | 15 | 40 | 46 | −6   |                                              |
| 13   | Fulham               | 44   | 38 | 12 | 8  | 18 | 52 | 60 | −8   |                                              |
| 14   | Newcastle United     | 44   | 38 | 10 | 14 | 14 | 47 | 57 | −10  | Tercera ronda de la Copa Intertoto           |
| 15   | Blackburn Rovers     | 42   | 38 | 9  | 15 | 14 | 32 | 43 | −11  |                                              |
| 16   | Portsmouth           | 39   | 38 | 10 | 9  | 19 | 43 | 59 | −16  |                                              |
| 17   | West Bromwich Albion | 34   | 38 | 6  | 16 | 16 | 36 | 61 | −25  |                                              |
| 18   | Crystal Palace       | 33   | 38 | 7  | 12 | 19 | 41 | 62 | −21  | Descenso de categoría                        |
| 19   | Norwich City         | 33   | 38 | 7  | 12 | 19 | 42 | 77 | −35  | Descenso de categoría                        |
| 20   | Southampton          | 32   | 38 | 6  | 14 | 18 | 45 | 66 | −21  | Descenso de categoría                        |

 Fuente: [cita requerida]
Notas:
1. ↑  El Liverpool originalmente no se había clasificado a la Liga de Campeones de la UEFA 2005-06, pero gracias a un acuerdo entre la UEFA y la Federación Inglesa, se permitió que el equipo pudiera entrar a la competición como campeón defensor, pero teniendo que jugar desde la primera ronda previa.
2. 1 2  Debido a que los finalistas de la FA Cup 2004-05 (Arsenal y Manchester United) y los finalistas de la Copa de la Liga de Inglaterra 2004-05 (Chelsea y Liverpool) se clasificaron a la Liga de Campeones de la UEFA 2005-06, los cupos que otorgan dichas copas pasaron al 5° y 6° clasificado.

| Bandera de Inglaterra      |
| Campeón Chelsea 2.º título |

### Estadísticas de la liga
| Goles totales:                 | 975  |
| Promedio de goles por partido: | 2.57 |

## Máximos goleadores
| No | Jugador                 | Nac                                              | Equipo                      | Goles | Partidos |
| -- | ----------------------- | ------------------------------------------------ | --------------------------- | ----- | -------- |
| 1  | Thierry Henry           | Bandera de Francia                               | Arsenal                     | 25    | 32       |
| 2  | Andrew Johnson          | Bandera de Inglaterra                            | Crystal Palace              | 21    | 37       |
| 3  | Robert Pirès            | Bandera de Francia                               | Arsenal                     | 14    | 33       |
| 4  | Frank Lampard           | Bandera de Inglaterra                            | Chelsea                     | 13    | 38       |
| 5  | Jimmy Floyd Hasselbaink | Bandera de los Países Bajos · Bandera de Surinam | Middlesbrough Football Club | 13    | 36       |
| 6  | Jermain Defoe           | Bandera de Inglaterra                            | Tottenham Hotspur           | 13    | 35       |
| 7  | Yakubu Aiyegbeni        | Bandera de Nigeria                               | Portsmouth Football Club    | 13    | 30       |
| 8  | Eidur Gudjohnsen        | Bandera de Islandia                              | Chelsea                     | 12    | 38       |
| 9  | Andy Cole               | Bandera de Inglaterra · Bandera de Jamaica       | Fulham Football Club        | 12    | 31       |
| 10 | Peter Crouch            | Bandera de Inglaterra · Bandera de Irlanda       | Southampton Football Club   | 12    | 26       |

## Asistencias
| Jugador         | Asistencias | Equipo  |
| --------------- | ----------- | ------- |
| Frank Lampard   | 16          | Chelsea |
| Thierry Henry   | 13          | Arsenal |
| Dennis Bergkamp | 12          | Arsenal |

</ref> https://www.transfermarkt.es/premier-league/torschuetzenliste/wettbewerb/GB1/saison_id/2004/altersklasse/alle/detailpos//plus/1</ref>